# Speculum (Zeitschrift)
Speculum wird seit 1926 von der Medieval Academy of America herausgegeben. Es ist in den USA die älteste der historischen Fachzeitschriften, die sich ausschließlich mit dem Mittelalter befassen. Dabei wird nach wie vor die Epochengrenze von 500 bis 1500 berücksichtigt. Schwerpunkt ist dabei Westeuropa, doch auch byzantinistische, hebräische, arabische und slawische Studien werden angenommen. Artikel und Rezensionen sind dabei hinsichtlich der Fragestellungen, Methoden und Ansätze ohne festgesetzte thematische Begrenzungen. Neben historischen Beiträgen im engeren Sinne werden auch kunstgeschichtliche und literarische, philosophische und theologische, musikwissenschaftliche und naturwissenschaftliche, aber auch rechts- und wirtschaftsgeschichtliche Artikel publiziert.
Derzeitige Herausgeberin ist Katherine L. Jansen.